# Nurme (Valjala)
Nurme – wieś w Estonii, w prowincji Sarema, w gminie Valjala.